# One (videogioco)
One è un videogioco sviluppato dalla Visual Concepts e pubblicato dalla ASC Games per Sony PlayStation nel 1997. Il videogioco è stato reso disponibile anche per PlayStation Network il 18 marzo 2010. Il videogioco è uno sparatutto in terza persona.